# Sean Astin
Sean Patrick Astin (ur. 25 lutego 1971 w Santa Monica) – amerykański aktor i reżyser.

## Życiorys
Urodził się w Santa Monica w Kalifornii. Wychowywał się w aktorskiej rodzinie Patty Duke i Johna Astina, chociaż jego biologicznym ojcem był Michael Tell. Jego młodszy brat Mackenzie Astin (ur. 1973) został także aktorem. Miał trzech przyrodnich braci: Davida, Allena i Toma. Jego biologiczny ojciec to Żyd aszkenazyjski, a matka miała pochodzenie irlandzkie i niemieckie.
Już jako 9-latek zagrał u boku matki swoją pierwszą rolę w filmie Please Don’t Hit Me, Mom, a w 1985 główną rolę jako Mikey Walsh w filmie Stevena Spielberga Goonies.
W lipcu 1992 ożenił się z Christine Harrell, byłą Miss Nastolatek stanu Indiana, z którą ma trzy córki: Alexandrę (ur. 27 listopada 1996), Elizabeth (ur. 6 sierpnia 2002) i Isabellę (ur. 22 lipca 2005). Jego żona i trzy córki zostały ochrzczone w kościele luterańskim.
W 1994 wyreżyserował i wyprodukował film krótkometrażowy Kangaroo Court, za który otrzymał nominację do Oscara. Sławę przyniosła mu jednak dopiero rola dzielnego hobbita Sama w filmowej superprodukcji Władca Pierścieni.
W 2017 roku zagrał Boba Newby’ego w drugiej serii Stranger Things.

## Filmografia

### Aktor
- Goonies (The Goonies, 1985) jako Mikey Walsh
- The B.R.A.T. Patrol (1986) jako Leonard Kinsey
- Lato białej wody (White Water Summer, 1987) jako Alan Block/Narrator
- Jaki ojciec, taki syn (Like Father, Like Son, 1987) jako Clarence/Trigger
- Rodzinny interes (Staying Together, 1989) jako Duncan McDermott
- Wojna państwa Rose (The War of the Roses, 1989) jako 17-letni Josh
- Ślicznotka z Memphis (Memphis Belle, 1990) jako Sierż. Richard „Rascal” Moore, dolny strzelec
- The Willies (1991) jako Michael
- Szkoła wyrzutków (Toy Soldiers, 1991) jako William „Billy” Tepper
- Jaskiniowiec z Kalifornii (Encino Man, 1992) jako Dave Morgan
- Dokąd zawiedzie cię dzień (Where the Day Takes You, 1992) jako Greg
- Rudy (1993) jako Rudy Ruettiger
- Zakładniczka (Teresa’s Tattoo, 1994) jako Step-Brother
- Bezpieczne przejście (Safe Passage, 1994) jako Izzy Singer
- Harrison Bergeron (1995) jako Harrison Bergeron
- The Low Life (1995) jako Andrew
- Szalona odwaga (Courage Under Fire, 1996) jako Patella
- Długa droga do domu (The Long Way Home, 1997) jako głos
- Senator Bulworth (Bulworth, 1998) jako Gary
- Determinacja (Deterrence, 1999) jako Ralph
- Wpadka (Kimberly, 1999) jako Bob
- Na ratunek (Icebreaker, 1999) jako Matt Foster
- Dish Dogs (2000) jako Morgan
- Ostatni producent (The Last Producer, 2000) jako Bo Pomerants
- Niebo się wali (The Sky Is Falling, 2000) jako pan Schwartz
- Magia sukcesu (Bull, 2000) jako Larry Snow (gościnnie)
- Jeremiah (2002–2004) jako pan Smith (2003–2004)
- Władca Pierścieni: Drużyna Pierścienia (The Lord of the Rings: The Fellowship of the Ring, 2001) jako Samwise „Sam” Gamgee
- 24 godziny (24, 2001) jako Lynn McGill (gościnnie)
- Władca Pierścieni: Dwie wieże (The Lord of the Rings: The Two Towers, 2002) jako Samwise „Sam” Gamgee
- Władca Pierścieni: Powrót króla (The Lord of the Rings: The Return of the King, 2003) jako Samwise „Sam” Gamgee
- Las Vegas (2003) jako Lloyd Campbell (gościnnie)
- 50 pierwszych randek (50 First Dates, 2004) jako Doug
- Zabójcza blondynka (Elvis Has Left the Building, 2004)
- Balto III: Wicher zmian (Balto III: Wings of Change, 2004) jako Kodi (głos)
- The Dating Scene (2004) jako Doug Whitmore
- Herkules (Hercules, 2005) jako nauczyciel muzyki Herkulesa, Linus
- Smile (2005) jako pan Matthews
- Thanks to Gravity (2005) jako trener Amal
- Rezydencja surykatek (Meerkat Manor, 2005) jako narrator
- Once in a Lifetime (2005) jako Johnny Bench
- Ponad niebem (Bigger Than the Sky, 2005) jako Ken Zorbell
- Into the West (2005) jako Martin Jarrett
- Slipstream  (2005)
- Klik: I robisz, co chcesz (Click, 2006) jako Bill Rando
- Borderland (2007) jako Randall
- What Love Is (2007) jako George
- The Final Season (2007) jako Kent Stock
- Forever Strong (2007) jako Marcus
- Kolor magii (The Colour of Magic, 2008) jako Dwukwiat
- Cat Tale (2008) jako Rover (głos)
- Cowboys for Christ  (2008)
- Czarownice z Oz (2011) jako Frack
- Śmiertelna gorączka 3 (2014) jako Porter
- Wychodne mamusiek (2014) jako Sean
- Czy naprawdę wierzysz? (Do You Believe?, 2015) jako dr Farell
- Stranger Things (2017) jako Bob Newby
- No Good Nick (2019) jako Ed Thompson

### Reżyser
- On My Honor (1988)
- Kangaroo Court (1994)
- Perversions of Science (1997)
- Anioł ciemności (Angel, 1999–2004)
- 100 dobrych uczynków (100 Deeds for Eddie McDowd, 1999–2002)
- Jeremiah (2002–2004)
- Krótko rzecz ujmując (The Long and Short of It, 2003)